# Malik Bouziane
Pour les articles homonymes, voir Bouziane.
Malik Bouziane (en arabe : مالك بوزيان) est un boxeur algérien né le 11 janvier 1978 à Tizi Ouzou. Mieux connu pour avoir remporté la médaille d'or des poids coqs a deux reprises aux championnats d'Afrique de 2003 et 2005, il a représenté l'équipe d'Algérie entre autres aux Jeux olympiques d'été de 2004.

## Biographie
Bouziane est originaire du village de Taourirt Adene dans la wilaya de Tizi Ouzou dans la région de Kabylie en Algérie.

### Carrière de boxeur amateur
Il a participé aux Jeux olympiques d'été de 2004 pour son pays natal et a été éliminé au deuxième tour dans la catégorie des poids coqs (-54 kg) par le Russe Gennady Kovalev.
Bouziane a remporté la médaille d'or dans la même catégorie un an plus tôt, aux Jeux africains à Abuja, au Nigeria. Il était membre de l'équipe qui a concouru pour l'Afrique à la Coupe du monde de boxe amateur 2005 à Moscou, en Russie.

#### Palmarès
- Médaillé d'or en catégorie poids coqs aux championnats d'Afrique de boxe amateur 2003 à Yaoundé.
- Médaillé d'or en catégorie poids coqs aux Jeux africains de 2003 à Abuja.
- Médaillé d'or en catégorie poids coqs aux Jeux panarabes de 2004 à Alger.
- Médaillé d'or en catégorie poids coqs aux championnats d'Afrique de boxe amateur 2005 à Casablanca.
- Médaillé de bronze en catégorie poids coqs aux Jeux afro-asiatiques de 2003 à Hyderabad.

### Carrière de boxeur professionnel
Passé dans les rangs professionnels en 2006, il devient champion de France des poids coqs en 2007 et champion d'Europe EBU en 2009. En 2010, Bouziane fait match nul face au champion IBF des poids super-mouches, le sud-africain Simphiwe Nongqayi. Il met un terme à sa carrière de boxeur en 2013 sur un bilan de 15 victoires, 1 défaite et 1 match nul.
| Résultat | Record | Adversaire               | Type | Rounds | Date             | Lieu                                                            | Notes                                                                |
| -------- | ------ | ------------------------ | ---- | ------ | ---------------- | --------------------------------------------------------------- | -------------------------------------------------------------------- |
| Victoire | 1-0    | Omar Oubaali             | KO   | 6 (6)  | 12 mai 2006      | Massy, Essonne, France                                          | -                                                                    |
| Victoire | 2-0    | Walid Abderrahmen        | PTS  | 6      | 17 juin 2006     | Bondy, Seine-Saint-Denis, France                                | -                                                                    |
| Victoire | 3-0    | Cristian Mihai           | PTS  | 6      | 2 décembre 2006  | Le Bouscat, Gironde, France                                     | -                                                                    |
| Victoire | 4-0    | Nordine Barmou           | PTS  | 8      | 3 février 2007   | Centre Omnisports, Massy, Essonne, France                       | -                                                                    |
| Victoire | 5-0    | Cherif Saki              | PTS  | 6      | 11 mai 2007      | Salle Vallier, Marseille, Bouches-du-Rhône, France              | -                                                                    |
| Victoire | 6-0    | John Bikai               | UD   | 10     | 30 octobre 2007  | Centre Omnisports, Massy, Essonne, France                       | Remporte le titre de champion de France des poids coqs               |
| Victoire | 7-0    | Jean-Marie Codet         | UD   | 10     | 15 février 2008  | Le Halle de Martigues, Martigues, Bouches-du-Rhône, France      | A défendu le titre des poids coq de France                           |
| Victoire | 8-0    | Alix Djavoiev            | UD   | 6      | 6 mai 2008       | Parc des Sports et Loisirs, Pont-Audemer, Eure, France          | -                                                                    |
| Victoire | 9-0    | Jorge Perez              | UD   | 12     | 4 juillet 2008   | Salle Pierre de Coubertin, Massy, Essonne, France               | Remporte le titre de champion WBC méditerranée des poids coqs        |
| Défaite  | 9-1    | Mohamed Bouleghcha       | PTS  | 10     | 22 novembre 2008 | Salle Pierre Scohy, Aulnay-sous-Bois, Seine-Saint-Denis, France | Perd le titre de champion de France des poids coqs                   |
| Victoire | 10-1   | Cristian Niculae         | PTS  | 6      | 13 décembre 2008 | Salle Marcel Coene, Montataire, Oise, France                    | -                                                                    |
| Victoire | 11-1   | Ian Napa                 | UD   | 12     | 20 mars 2009     | Centre de loisirs, Newham, Londres, Angleterre                  | Remporte le titre de champion d'Europe EBU des poids coqs            |
| Victoire | 12-1   | Carmelo Ballone          | UD   | 12     | 19 juin 2009     | Centre Omnisports, Massy, Essonne, France                       | Conserve le titre de champion d'Europe EBU des poids coqs            |
| Victoire | 13-1   | Emiliano Salvini         | UD   | 12     | 26 novembre 2009 | Gymnase J.Roure, Les Pennes-Mirabeau, Bouches-du-Rhône, France  | Conserve le titre de champion d'Europe EBU des poids coqs            |
| Nul      | 13-1-1 | Simphiwe Nongqayi        | MD   | 12     | 9 avril 2010     | Centre Omnisports, Massy, Essonne, France                       | Fait match nul pour le titre de champion IBF des poids super-mouches |
| Victoire | 14-1-1 | Levan Garibashvili       | PTS  | 8      | 8 décembre 2012  | Salle Pierre de Coubertin, Essonne, France                      | -                                                                    |
| Victoire | 15-1-1 | Genilson de Jesus Santos | KO   | 7 (10) | 30 mars 2013     | Centre Omnisports, Essonne, France                              | -                                                                    |